# باسم اليامي
باسم اليامي لاعب كرة قدم سابق.
هو باسم حامد منصور آل هضبان اليامي مواليد 1393هـ في مدينة جدة غرب السعودية.
مدافع سابق في نادي الاتحاد والمنتخب السعودي، قضى قرابة الـ13 عاماً في أسوار العميد قبل أن يترك كرة القدم عام 2005 بسبب كبر سنة إضافة لبروز لاعبين جدد في خط الدفاع.
بدأ باسم اليامي لعب كرة القدم من خلال براعم نادي الاتحاد وتدرج في جميع مراحل الفئات السنية حتى وصل عام 1413هـ إلى الفريق الأول، تعرض للكثير من العقبات في بداية مسيرته وكادت أن تحرمه الاستمرار.
أول العقبات كانت قرار الشطب الصادر من الاتحاد السعودي لكرة القدم عام 1414هـ، بسبب اشتباكه مع جماهير الاتحاد ولكن بعد مدة قصيرة تم العفو عنه بمناسبة تأهل المنتخب السعودي لكأس العالم في أمريكا.
وعاد للعب ولكنه لم يمنح الفرصة الكافية للمشاركة وكاد أن ينسق من صفوف النادي مرتين بيد أن استدعاء ثنائي الدفاع محمد الخليوي وأحمد جميل لصفوف المنتخب كثيراً جعله ضمن صفوف الفريق.
وفي عام 1417هـ أصبح باسم اليامي ركيزه مهمة مع العميد بفضل المدرب البلجيكي ديمتري الذي منحه الفرصة في كأس الاتحاد عام 1417هـ وقدم مستويات متميزة وساهم بالفوز باللقب لأول مرة بعد غياب أكثر من خمس سنوات عن البطولات.
استمر باسم اليامي باللعب مع الاتحاد، وعاش في عام 2001 في أزهى فتراته حيث قدم مستويات ملفتة للغاية توجها بالانضمام لأول مرة للمنتخب حيث استدعاه المدرب الصربي سلوبودان للمشاركة في تصفيات كأس العالم لكرة القدم عام 2002 بكوريا الجنوبية واليابان.
وحصد في نفس العام على جائزة أفضل مدافع محلي مقدمة من جريدة الرياض. وكاد أن ينتقل في العام التالي لصفوف نادي الهلال بيد أن المفاوضات توقفت وجدد عقده مع ناديه.
انتهت مسيرة باسم اليامي في عام 2005 حيث قارب عقده على الانتهاء وتم تنسيقه بسبب كبر سنة وتواجد لاعبين كثر في مركز الدفاع.

## اسهاماته مع الاتحاد
- بطولة الدوري السعودي خمس مرات أعوام 1417هـ و1419هـ و1420هـ و1421هـ و1423هـ
- كأس ولي العهد ثلاث مرات أعوام 1417هـ و1421هـ و1424هـ
- كاس الاتحاد السعودي مرتين 1417هـ و1419هـ
- كأس الخليج عام 1419هـ
- كأس آسيا للاندية مرتين 1419هـ و1424هـ
- كأس العرب للاندية مرة عام 1424هـ.
- كأس السوبر السعودي المصري مرتين 1421هـ و1424هـ

## اسهاماته مع المنتخب
- التأهل لكأس العالم 2002